# Xysticus dolpoensis
Xysticus dolpoensis là một loài nhện trong họ Thomisidae.
Loài này thuộc chi Xysticus. Xysticus dolpoensis được Hirotsugu Ono miêu tả năm 1978.